# 琉璃厂窑址 (兖州)
琉璃厂窑址，位于济宁市兖州区酒仙桥街道。是入中华人民共和国山东省省级文物保护单位之一。
2013年，列入第四批山东省文物保护单位，该文物保护单位是一座古遗址。